# Leichtathletik-Weltmeisterschaften 2019/5000 m der Männer

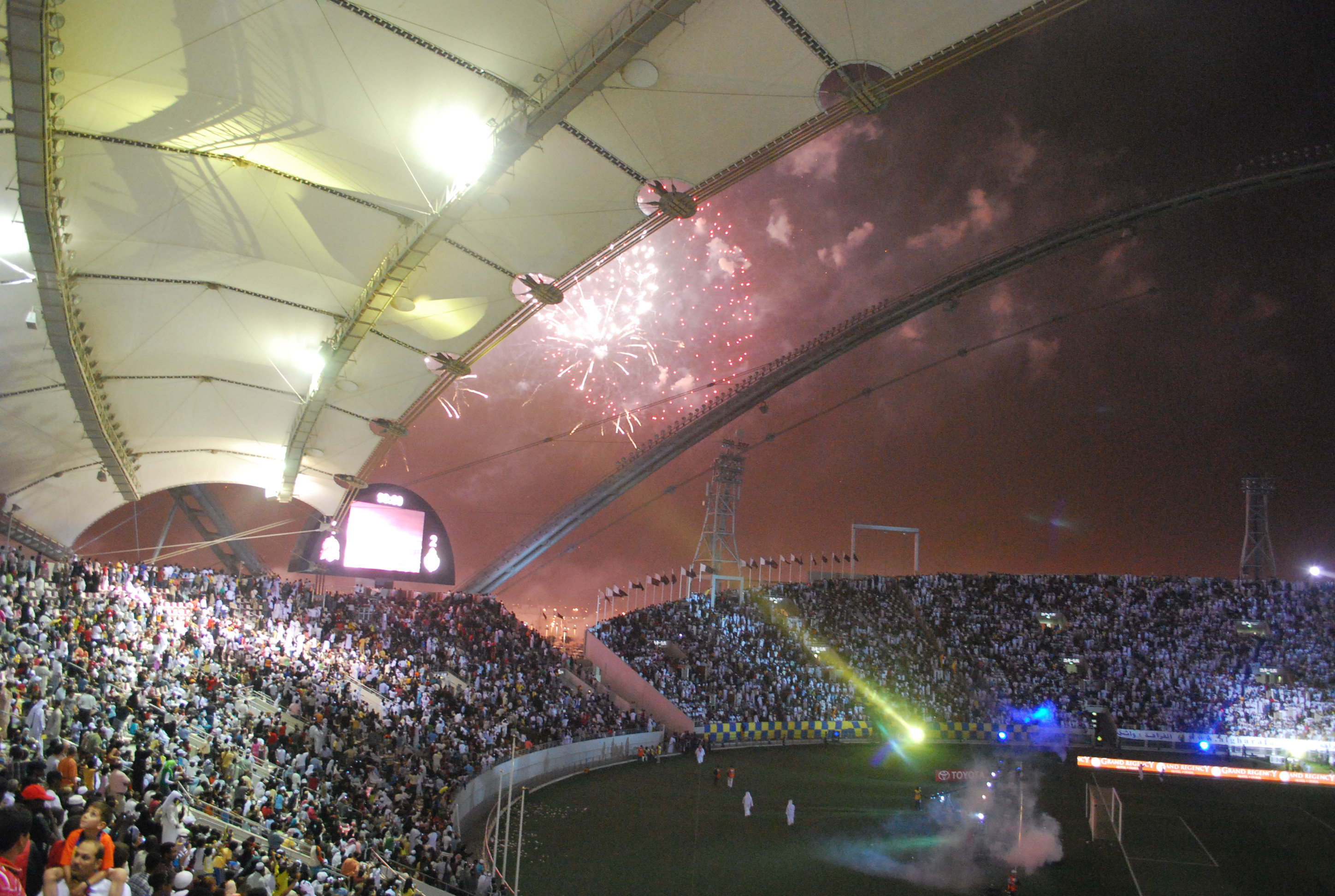
Das Khalifa International Stadium während des Emir Cups im Jahr 2009

Der 5000-Meter-Lauf der Männer bei den Leichtathletik-Weltmeisterschaften 2019 fand am 27. und 30. September 2019 im Khalifa International Stadium der katarischen Hauptstadt Doha statt.
39 Athleten aus 22 Ländern nahmen an dem Wettbewerb teil.
Es gab einen Doppelsieg der Langstreckenläufer aus Äthiopien. Weltmeister wurde Titelverteidiger Muktar Edris. Silber ging an Selemon Barega. Bronze errang der Kanadier Mohammed Ahmed.

## Rekorde
Vor dem Wettbewerb galten folgende Rekorde:
| Weltrekord               | Kenenisa Bekele | 12:37,35 min | FBK-Games, Hengelo, Niederlande     | 31. Mai 2004    |
| Weltmeisterschaftsrekord | Eliud Kipchoge  | 12:52,79 min | WM in Paris/Saint-Denis, Frankreich | 31. August 2003 |

Der bestehende WM-Rekord wurde bei diesen Weltmeisterschaften nicht eingestellt und nicht verbessert.

## Vorläufe
Aus den zwei Vorläufen qualifizierten sich die jeweils fünf Ersten jedes Laufes – hellblau unterlegt – und zusätzlich die fünf Zeitschnellsten – hellgrün unterlegt – für das Finale.

### Lauf 1

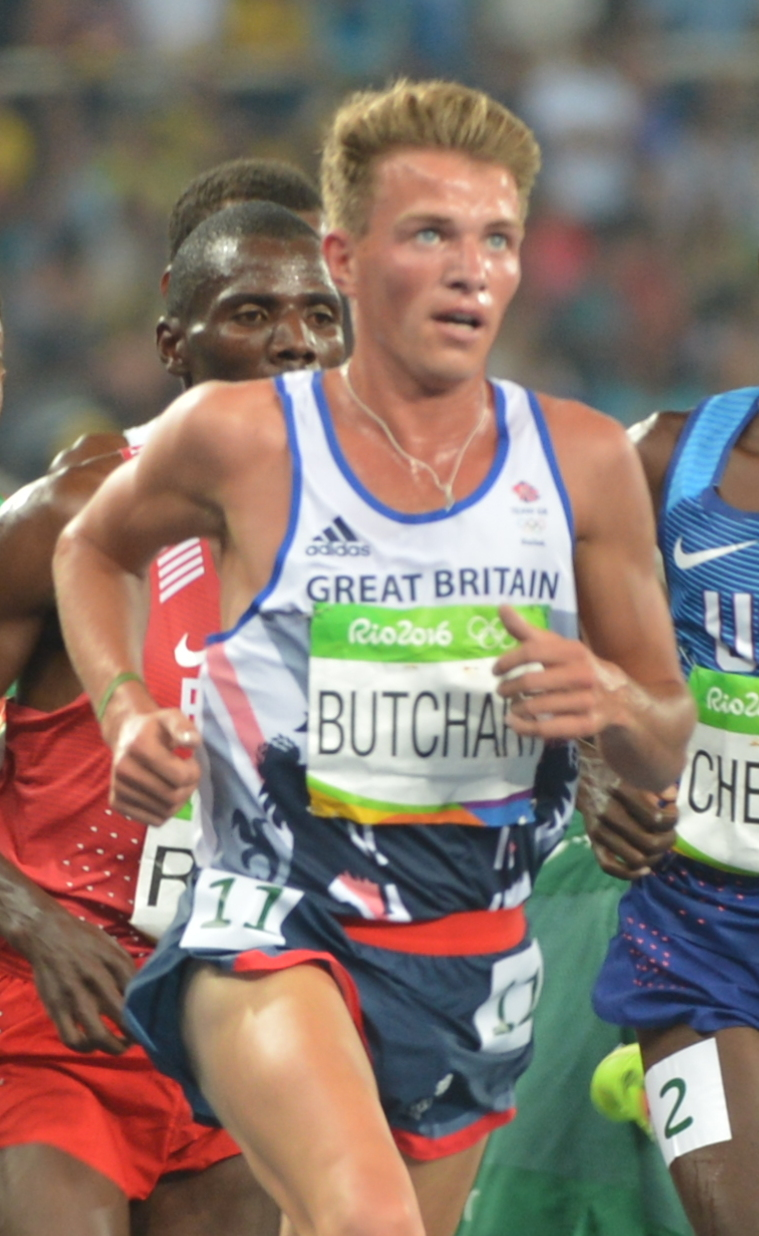
Andrew Butchart – ausgeschieden als Siebter in 13:26,46 min

In diesem Vorlauf kam es zu einer besonderen Situation.
Jonathan Busby aus Aruba, der erstmals ein offizielles Rennen über 5000 Meter bestritt, erlitt unter der Hitze in Katar eine halbe Runde vor Zielankunft einen Schwächeanfall, geriet dabei ins Taumeln und hätte das Ziel kaum noch selbstständig erreicht. Guinea-Bissaus Starter Braima Suncar Dabó unterbrach daraufhin seinen Lauf und schleppte Jonathan Busby über die letzten zweihundert Meter bis ins Ziel. Diese Hilfeleistung wurde in der Presse international im Sinne eines besonderen Sportsgeistes gewürdigt. Entsprechend der Regeln (Internationale Wettkampfregeln, 144.3f) handelte es sich dabei um eine Unterstützung, die zur Disqualifikation des Teilnehmers aus Aruba führte. Hier stellt sich allerdings auch die Frage, wie sinnvoll Braima Suncar Dabós Handeln war. Eine Alternative wäre die Hilfe durch den medizinischen Dienst gewesen.
27. September 2019, 19:45 Uhr Ortszeit (18:45 Uhr MESZ)
| Platz | Athlet                        | Land                 | Zeit (min)                                              |
| ----- | ----------------------------- | -------------------- | ------------------------------------------------------- |
| 1     | Selemon Barega                | Äthiopien            | 13:24,69                                                |
| 2     | Jacob Krop                    | Kenia                | 13:24,94                                                |
| 3     | Muktar Edris                  | Äthiopien            | 13:25,00 SB                                             |
| 4     | Jakob Ingebrigtsen            | Norwegen             | 13:25,20                                                |
| 5     | Mohammed Ahmed                | Kanada               | 13:25,35                                                |
| 6     | Birhanu Balew                 | Bahrain              | 13:25,70                                                |
| 7     | Andrew Butchart               | Großbritannien       | 13:26,46                                                |
| 8     | Morgan McDonald               | Australien           | 13:26,80                                                |
| 9     | Ben True                      | USA                  | 13:27,39                                                |
| 10    | Patrick Tiernan               | Australien           | 13:28,42                                                |
| 11    | Yemaneberhan Crippa           | Italien              | 13:29,08                                                |
| 12    | Julien Wanders                | Schweiz              | 13:38,95                                                |
| 13    | Robin Hendrix                 | Belgien              | 13:39,69                                                |
| 14    | Oscar Chelimo                 | Uganda               | 13:42,94                                                |
| 15    | Marc Scott                    | Großbritannien       | 13:47,12                                                |
| 16    | Richard Ringer                | Deutschland          | 13:49,20                                                |
| 17    | Jamal Abdelmaji Eisa Mohammed | Athlete Refugee Team | 14:15.32                                                |
| 18    | Tariq Ahmed al-Amri           | Saudi-Arabien        | 14:21,19                                                |
| 19    | Braima Suncar Dabó            | Guinea-Bissau        | 18:10,87 PB                                             |
| DSQ   | Jonathan Busby                | Aruba                | IAAF Rule 144.3f – Unerlaubte körperliche Unterstützung |

Weitere im ersten Vorlauf ausgeschiedene Läufer:

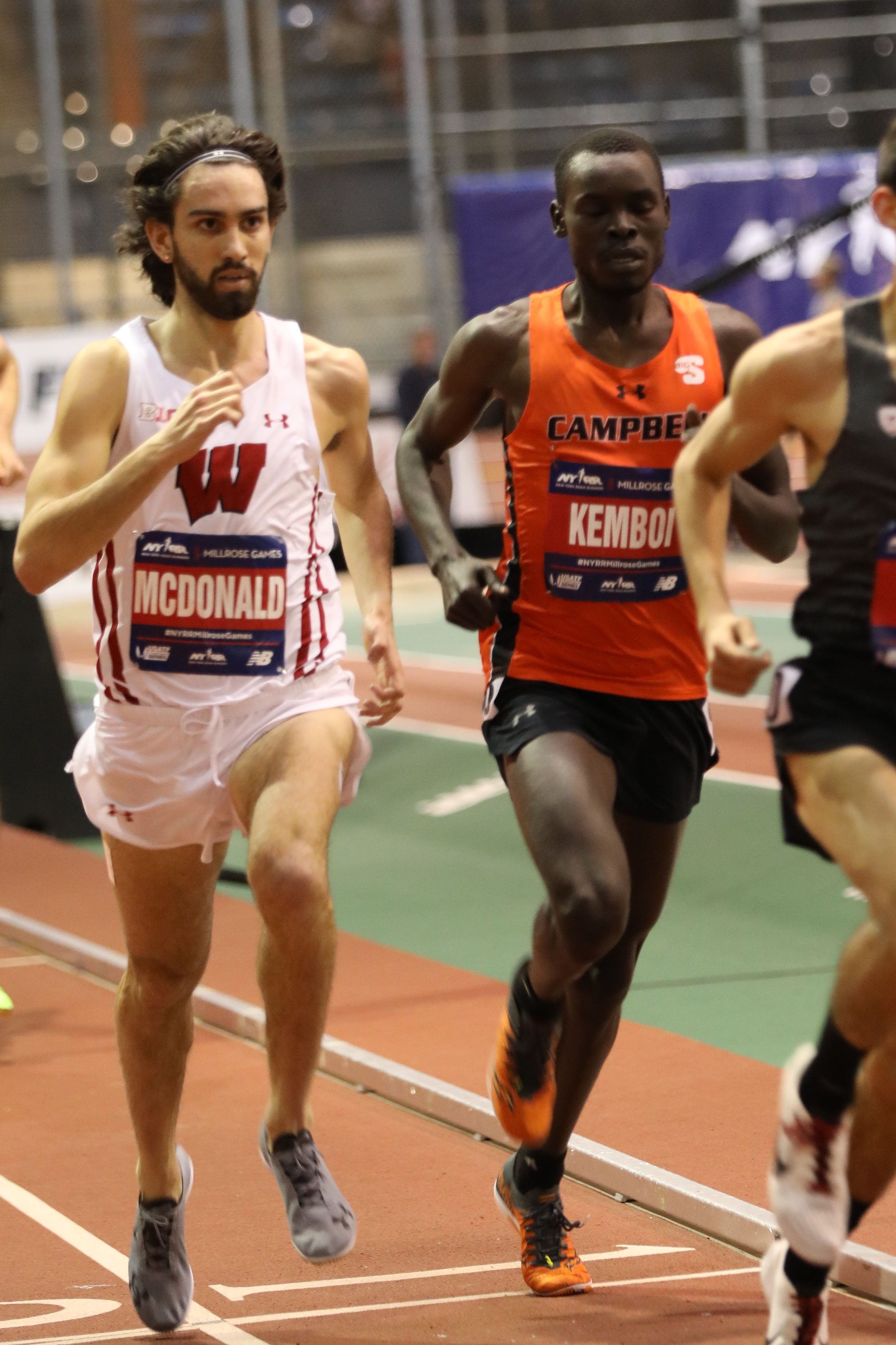
Morgan McDonald (links) Rang acht in 13:26,80 min
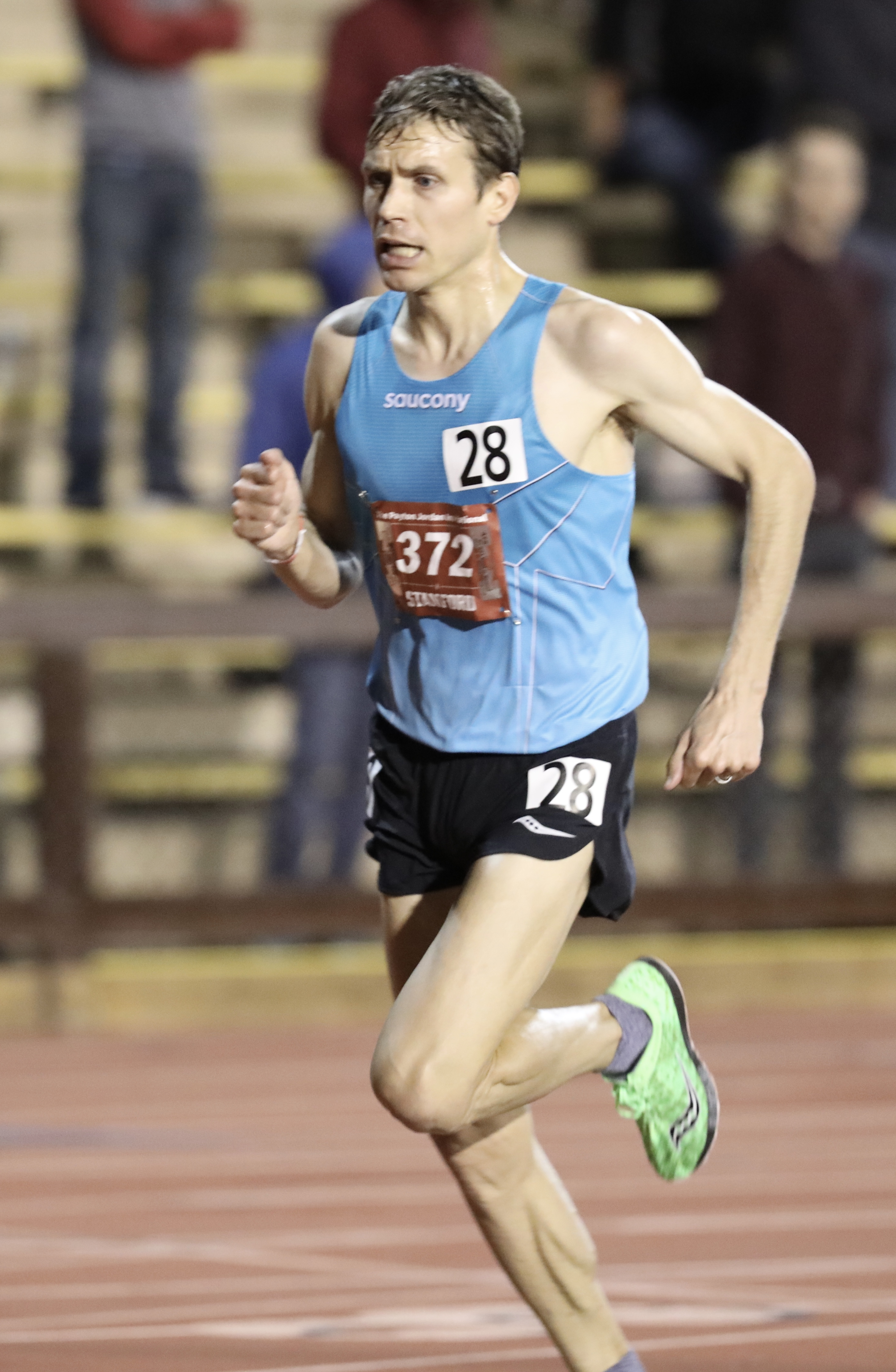
Ben True Rang neun in 13:27,39 min
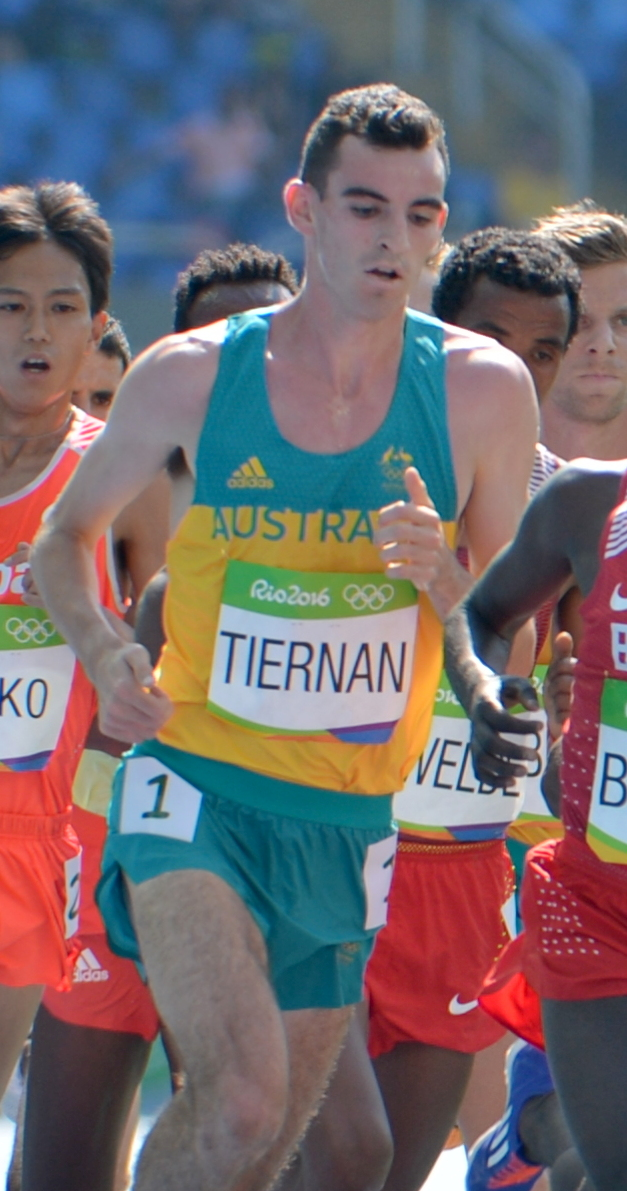
Patrick Tiernan Rang zehn in 13:28,42 min
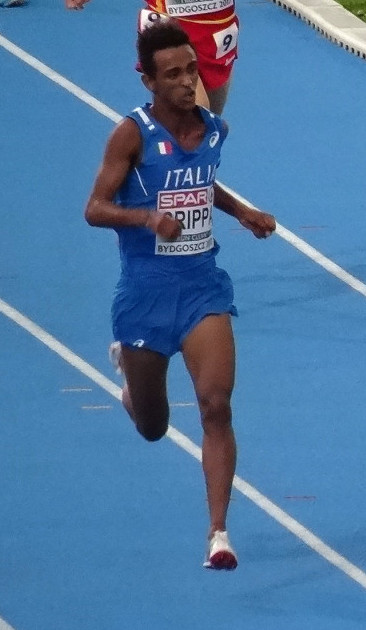
Yemaneberhan Crippa Rang elf in 13:29,08 min
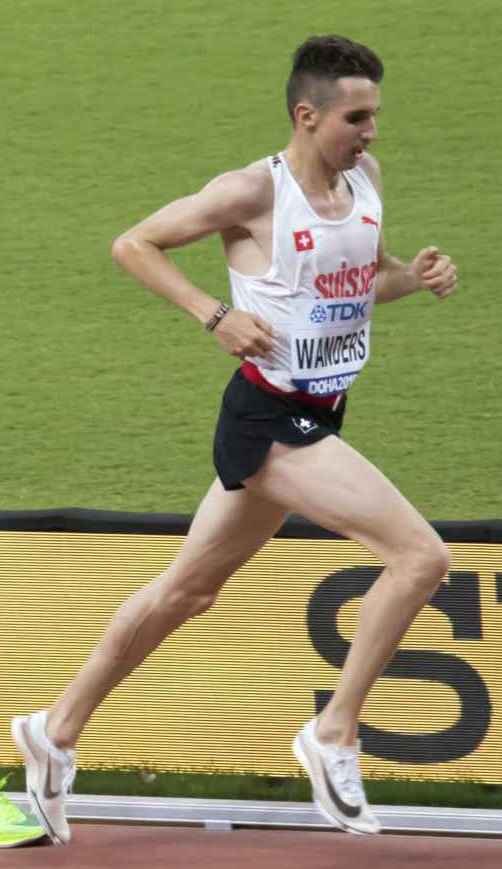
Julien Wanders Rang zwölf in 13:38,95 min
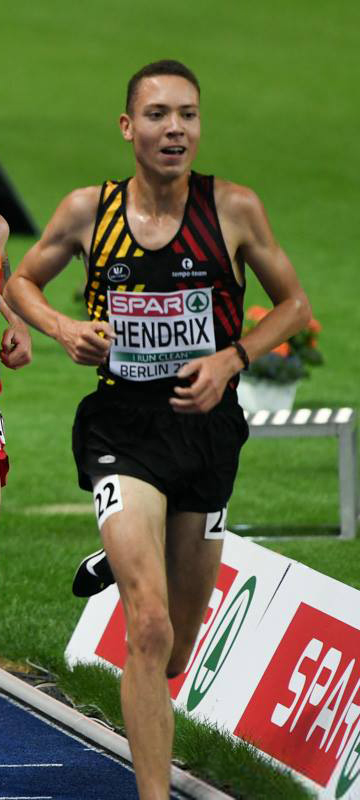
Robin Hendrix Rang dreizehn in 13:39,69 min
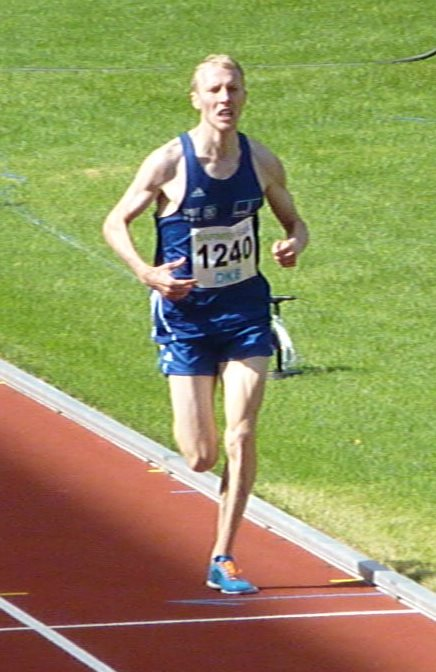
Richard Ringer Rang sechzehn in 13:49,20 min
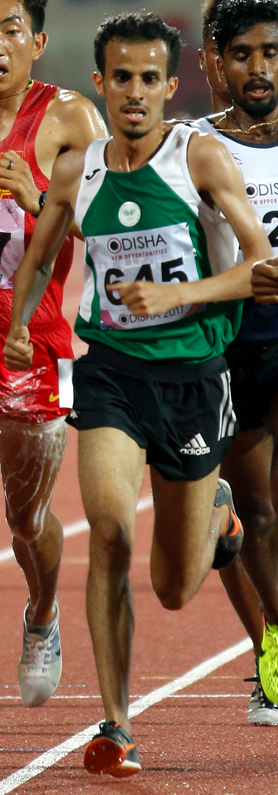
Tariq Ahmed al-Amri Rang achtzehn in 14:21,19 min

### Lauf 2

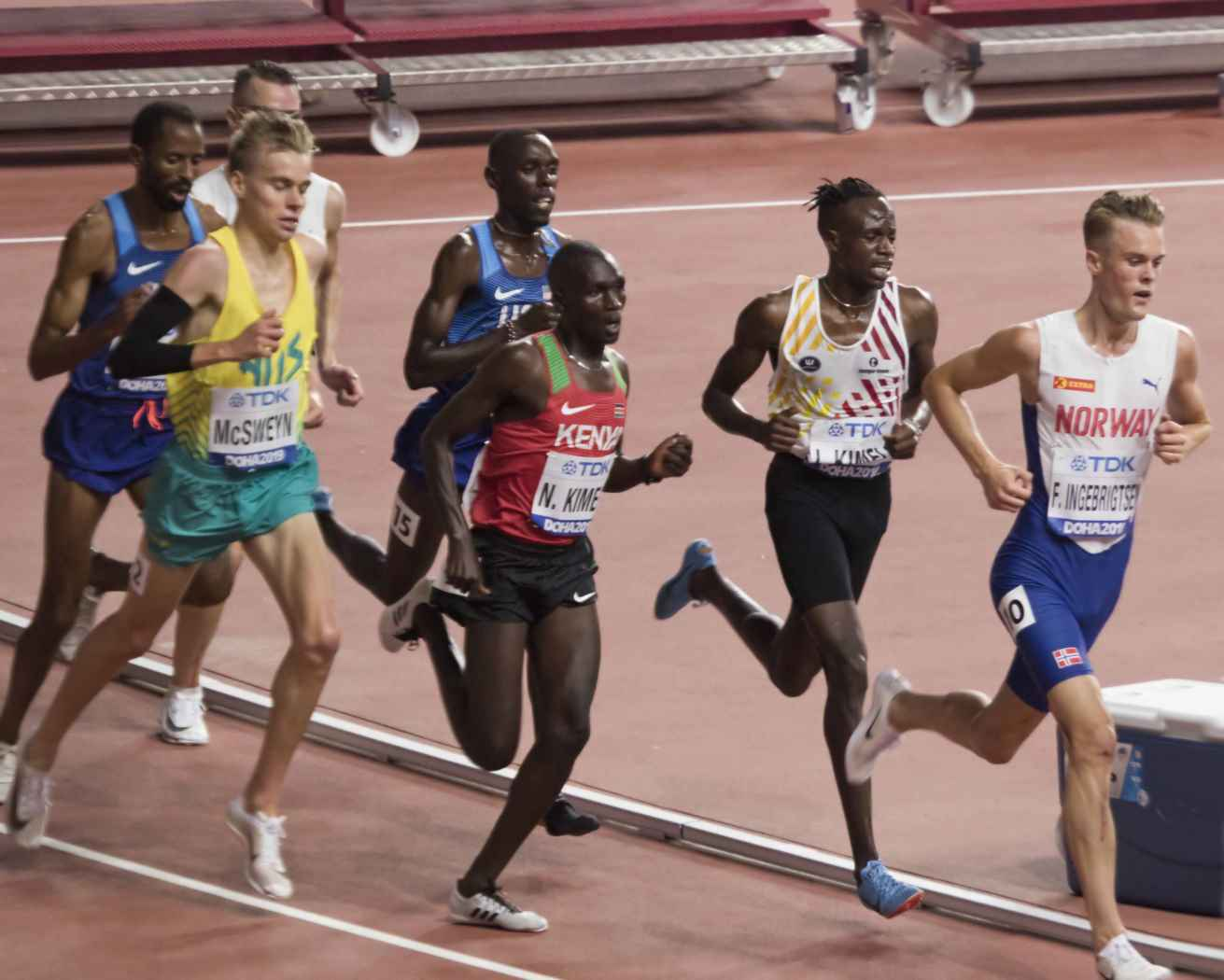
Geschlossenes Läuferfeld im zweiten Vorlauf

27. September 2019, 20:07 Uhr Ortszeit (19:07 Uhr MESZ)
| Platz | Athlet                | Land                 | Zeit (min)  |
| ----- | --------------------- | -------------------- | ----------- |
| 1     | Paul Chelimo          | USA                  | 13:20,18    |
| 2     | Telahun Haile Bekele  | Äthiopien            | 13:20,45    |
| 3     | Filip Ingebrigtsen    | Norwegen             | 13:20,52    |
| 4     | Stewart McSweyn       | Australien           | 13:20,58    |
| 5     | Nicholas Kimeli       | Kenia                | 13:20,82    |
| 6     | Isaac Kimeli          | Belgien              | 13:20,99    |
| 7     | Henrik Ingebrigtsen   | Norwegen             | 13:21,22    |
| 8     | Hassan Mead           | USA                  | 13:22,11 SB |
| 9     | Justyn Knight         | Kanada               | 13:25,95    |
| 10    | Stephen Kissa         | Uganda               | 13:27,36    |
| 11    | Hassan Bouh Ibrahim   | Dschibuti            | 13:36,39    |
| 12    | Ben Connor            | Großbritannien       | 13:36,92    |
| 13    | Sam Parsons           | Deutschland          | 13:38,53    |
| 14    | Abadi Hadis           | Äthiopien            | 13:42,89    |
| 15    | Soufiane Bouqantar    | Marokko              | 14:03,16    |
| 16    | Tachlowini Gabriyesos | Athlete Refugee Team | 14:28,11    |
| DNF   | Said El Otmani        | Italien              |             |
| DNF   | Gerald Giraldo        | Kolumbien            |             |
| DNF   | Viro Ma               | Kambodscha           |             |

Im zweiten Vorlauf ausgeschiedene Läufer:

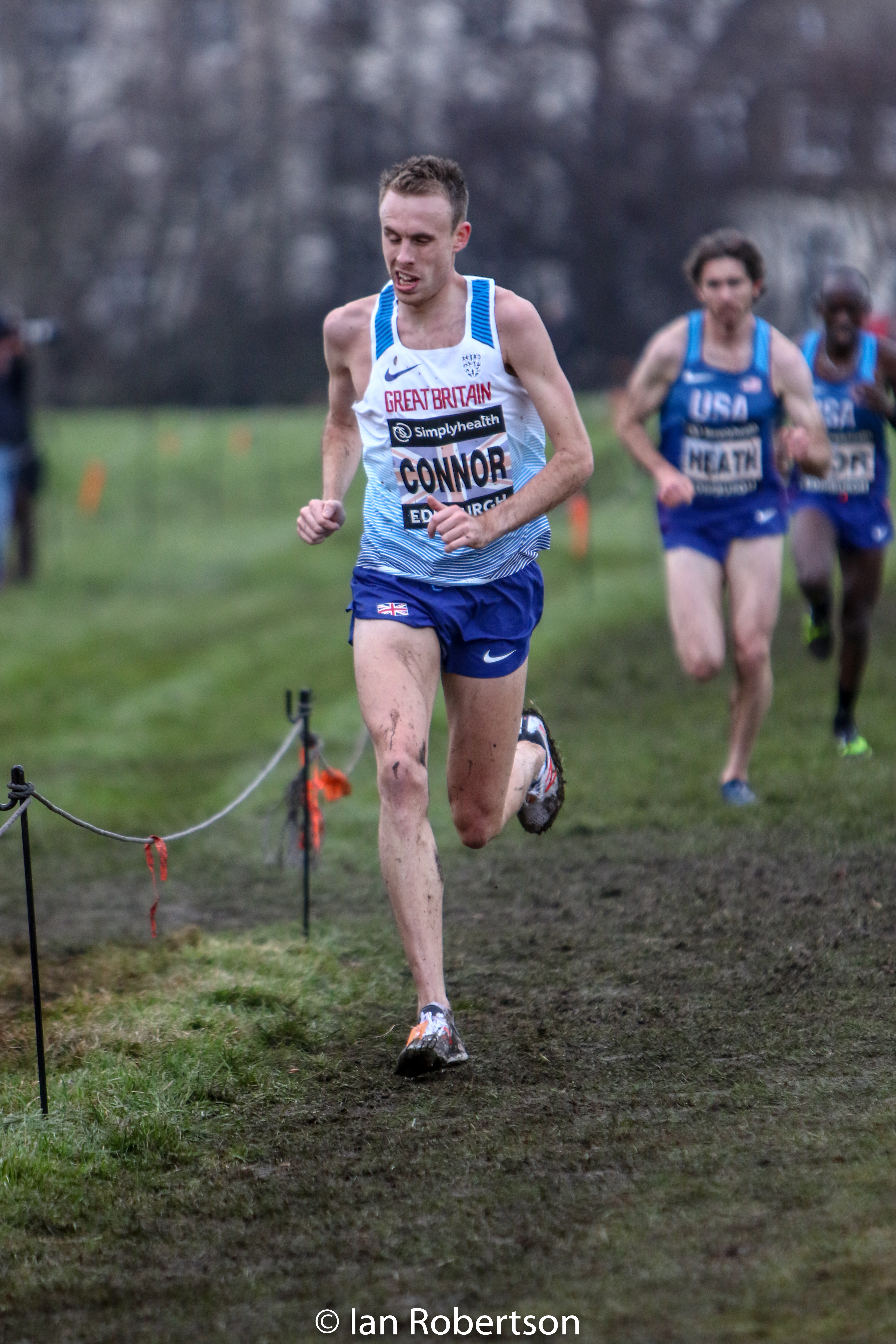
Ben Connor Rang zwölf in 13:36,92 min
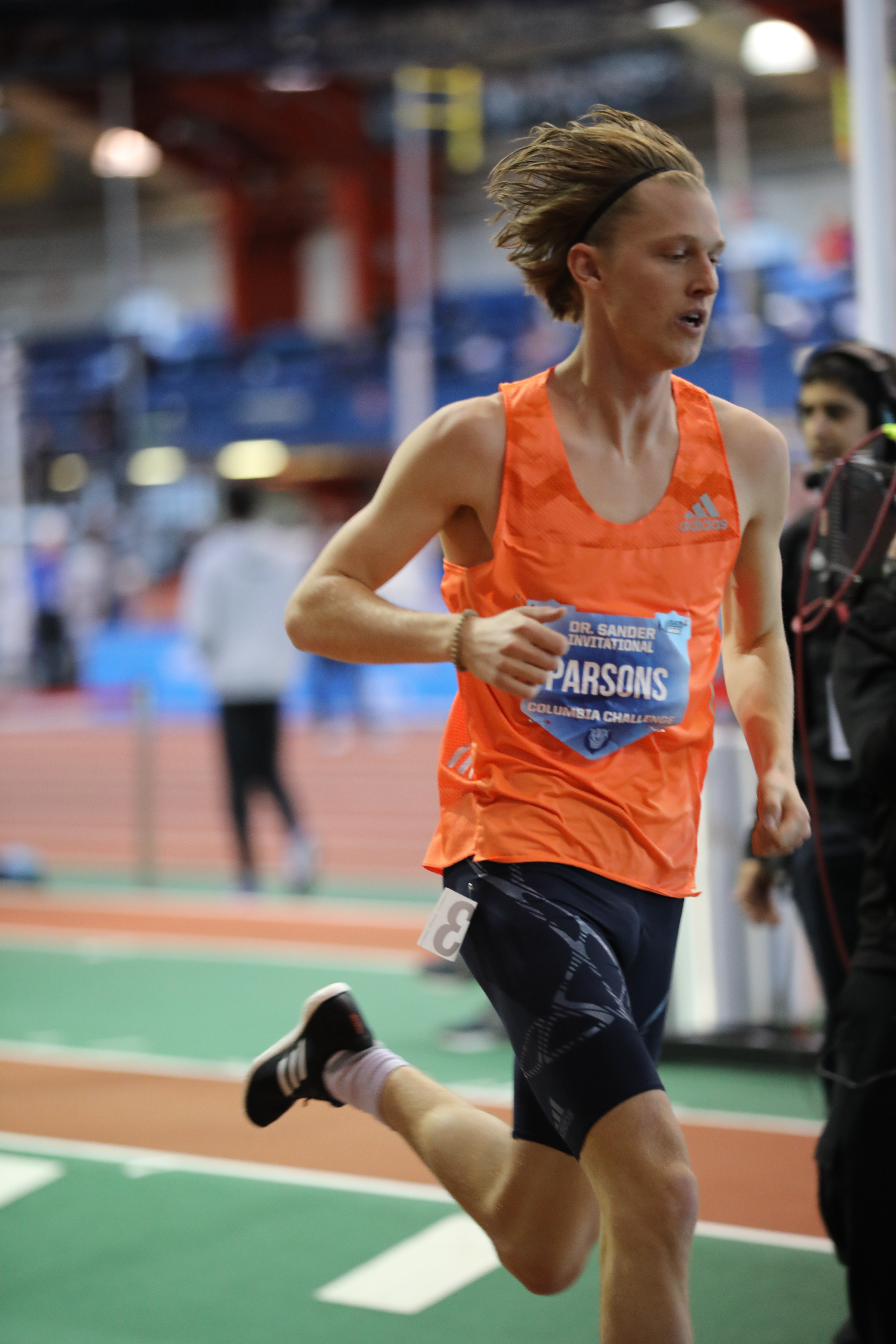
Sam Parsons Rang dreizehn in 13:38,53 min
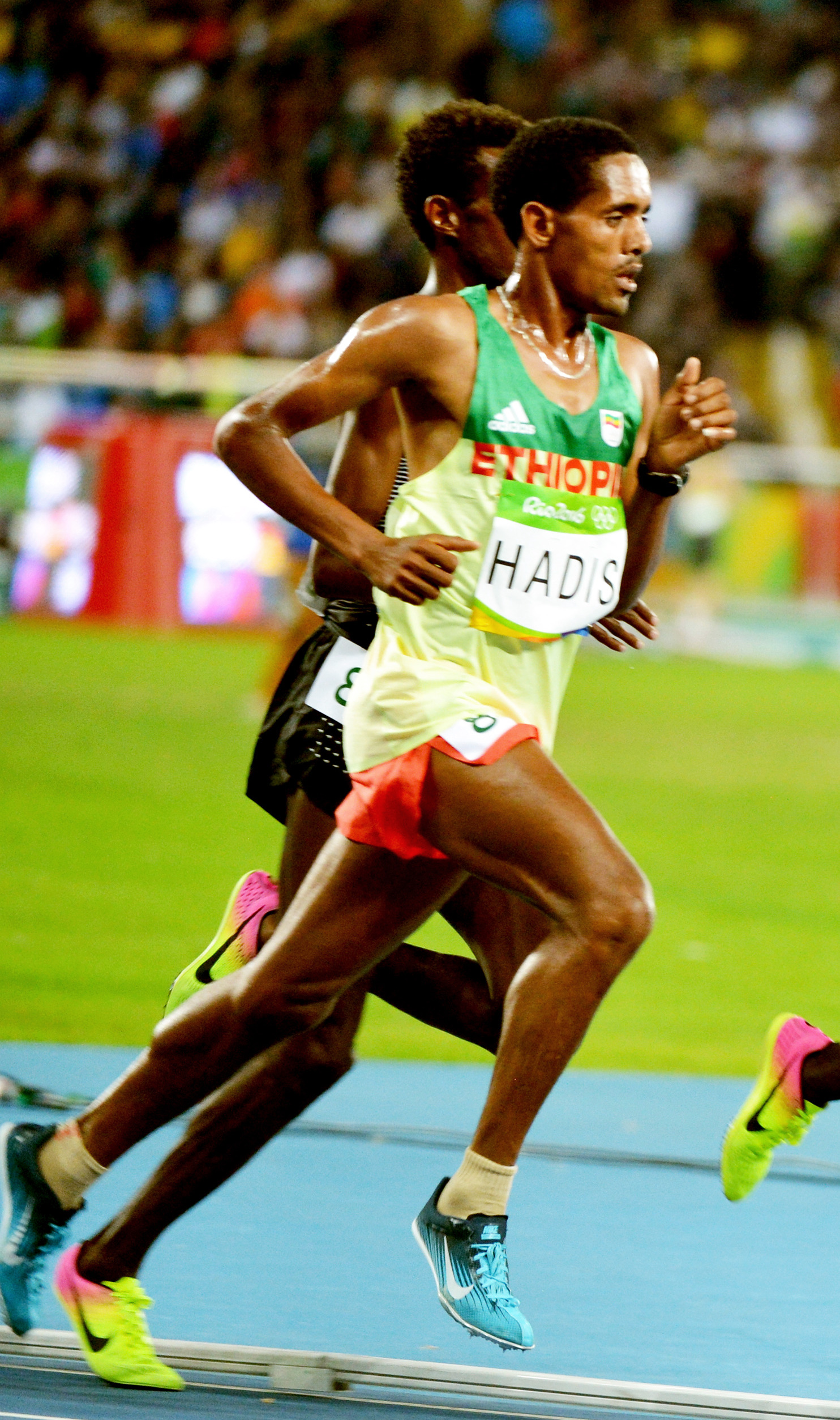
Abadi Hadis Rang vierzehn in 13:42,89 min
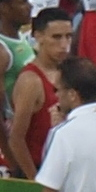
Soufiane Bouqantar Rang fünfzehn in 14:03,16 min

## Finale

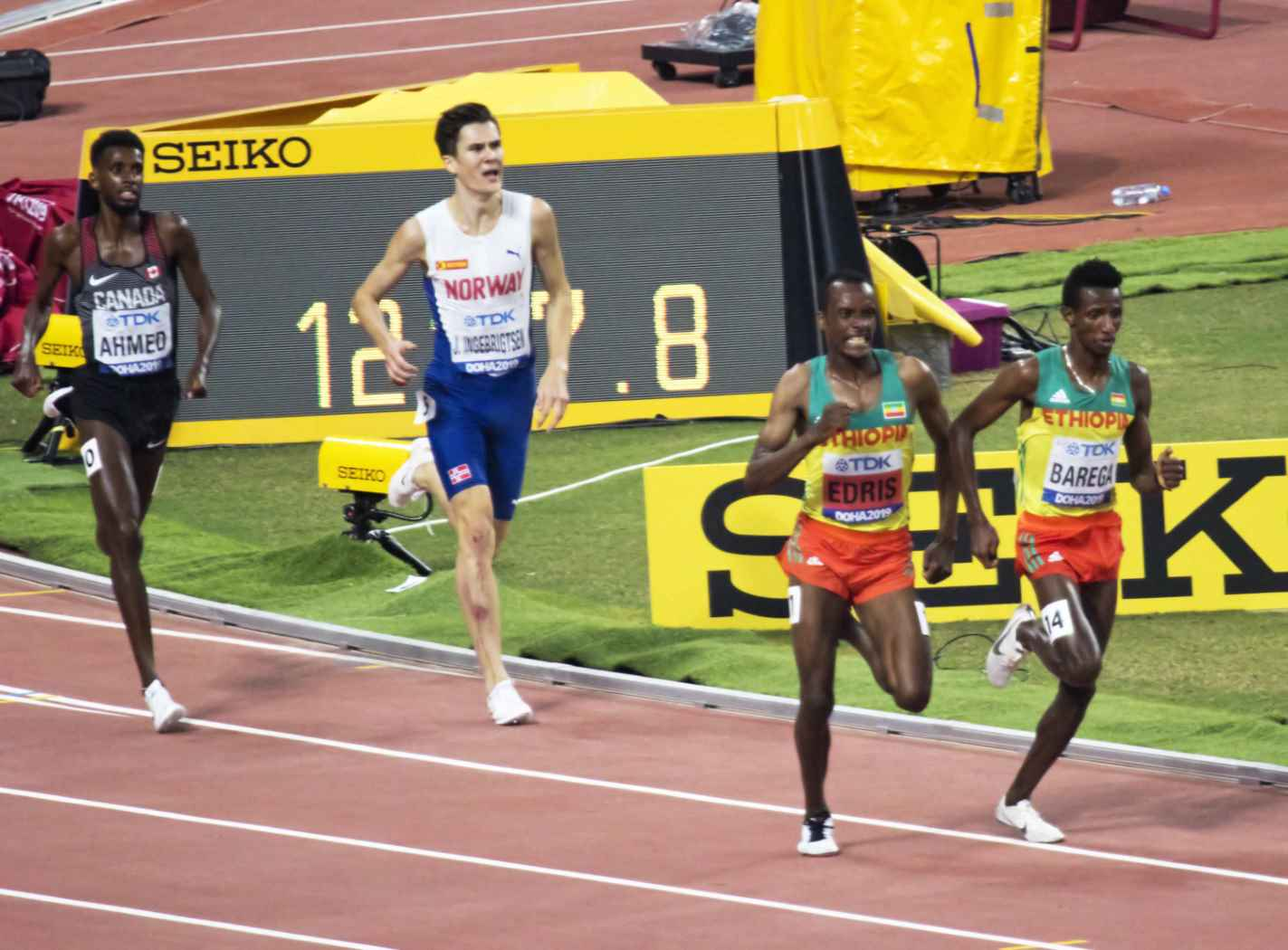
Kampf um die Medaillen eingangs der Zielgeraden

30. September 2019, 21:20 Uhr Ortszeit (20:20 Uhr MESZ)
| Platz | Athlet               | Land       | Zeit (min)  |
| ----- | -------------------- | ---------- | ----------- |
|       | Muktar Edris         | Äthiopien  | 12:58,85 SB |
|       | Selemon Barega       | Äthiopien  | 12:59,70    |
|       | Mohammed Ahmed       | Kanada     | 13:01,11    |
| 4     | Telahun Haile Bekele | Äthiopien  | 13:02,29    |
| 5     | Jakob Ingebrigtsen   | Norwegen   | 13:02,93    |
| 6     | Jacob Krop           | Kenia      | 13:03,08 PB |
| 7     | Paul Chelimo         | USA        | 13:04,60 SB |
| 8     | Nicholas Kimeli      | Kenia      | 13:05,27    |
| 9     | Birhanu Balew        | Bahrain    | 13:14,66    |
| 10    | Justyn Knight        | Kanada     | 13:26,63    |
| 11    | Hassan Mead          | USA        | 13:27,05    |
| 12    | Stewart McSweyn      | Australien | 13:30,41    |
| 13    | Henrik Ingebrigtsen  | Norwegen   | 13:36,25    |
| 14    | Isaac Kimeli         | Belgien    | 13:44,29    |
| DNF   | Filip Ingebrigtsen   | Norwegen   |             |

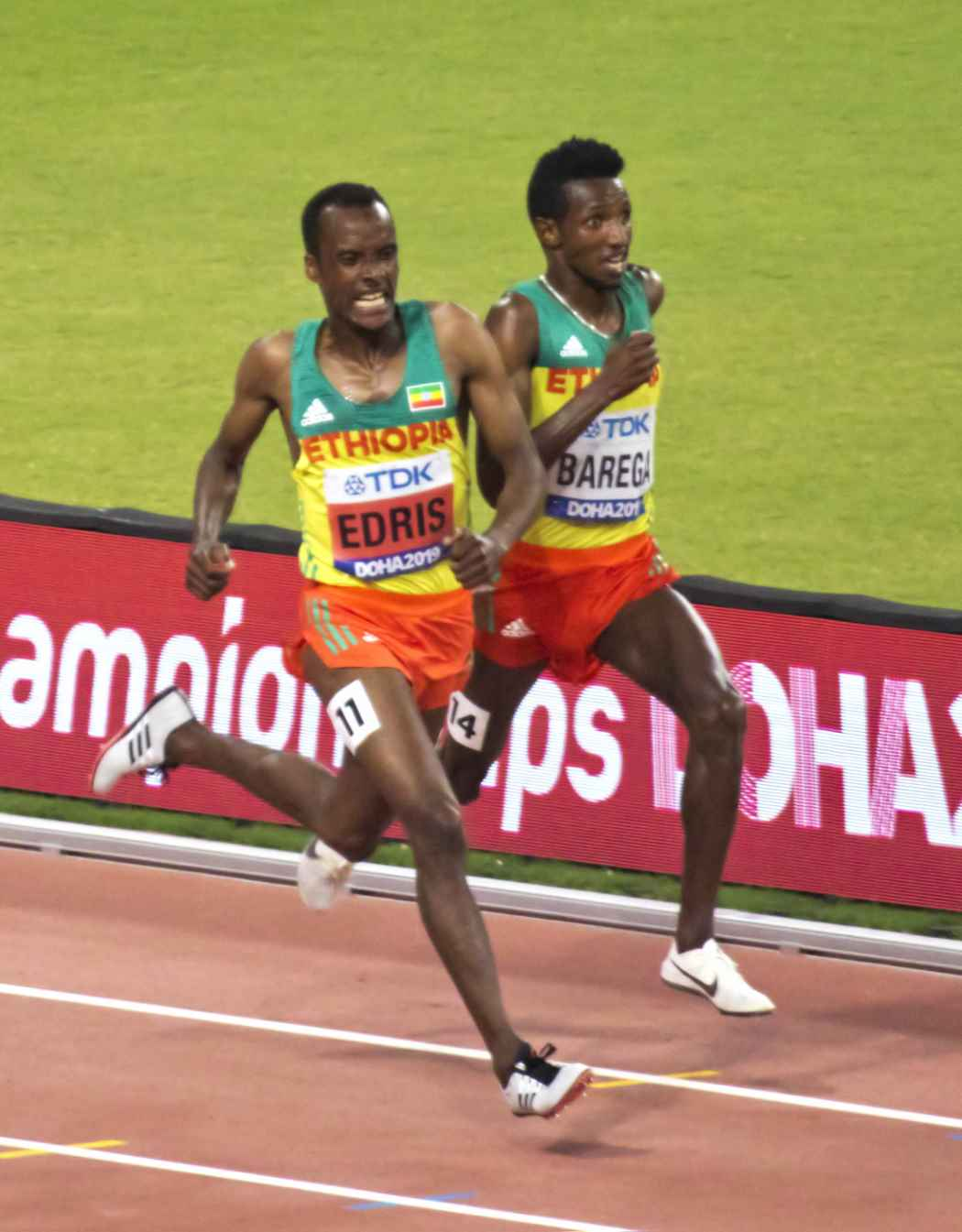
Muktar Edris und Selemon Bareg im Kampf um Gold kurz vor dem Ziel
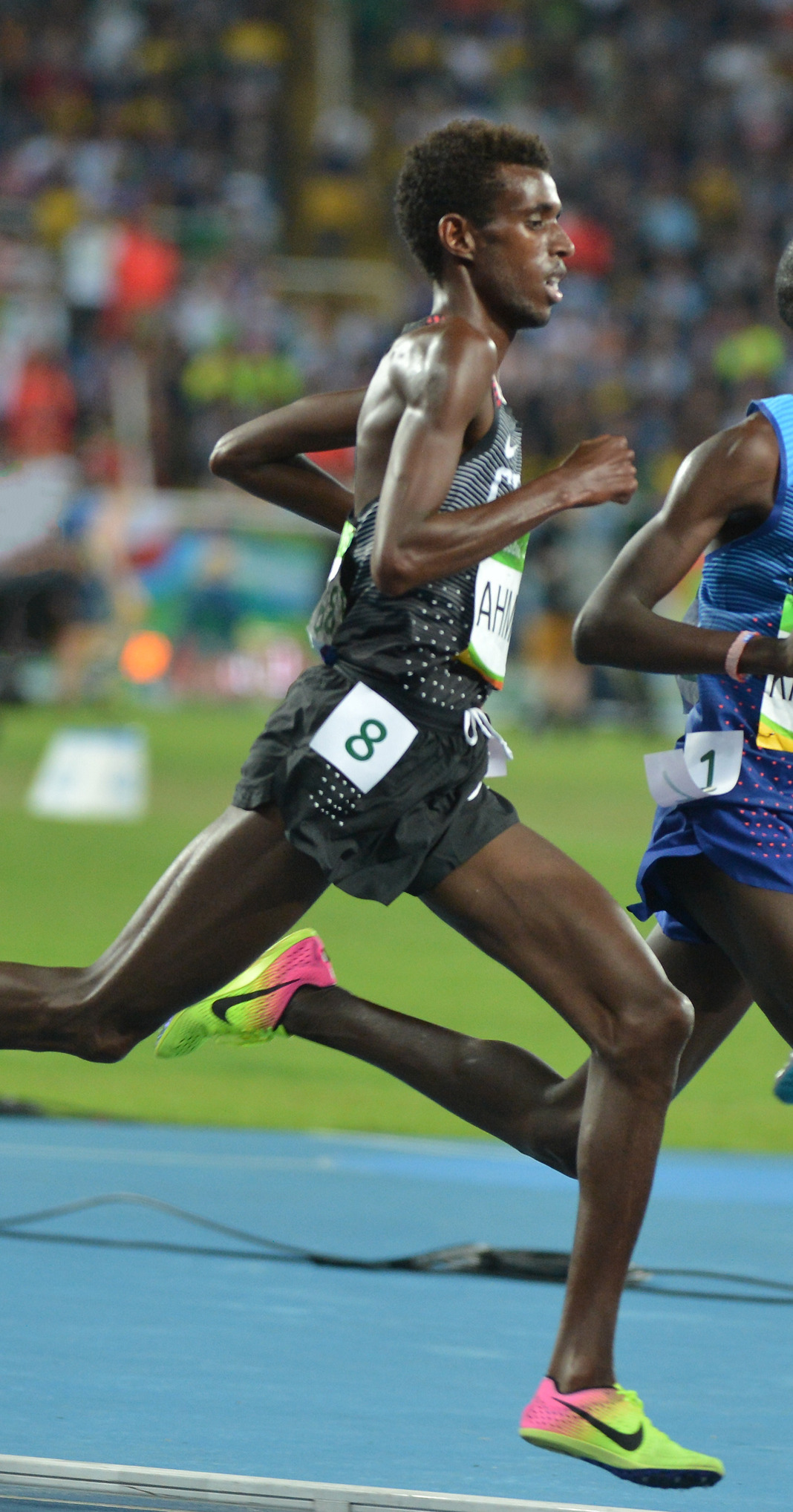
Bronzemedaillengewinner Mohammed Ahmed
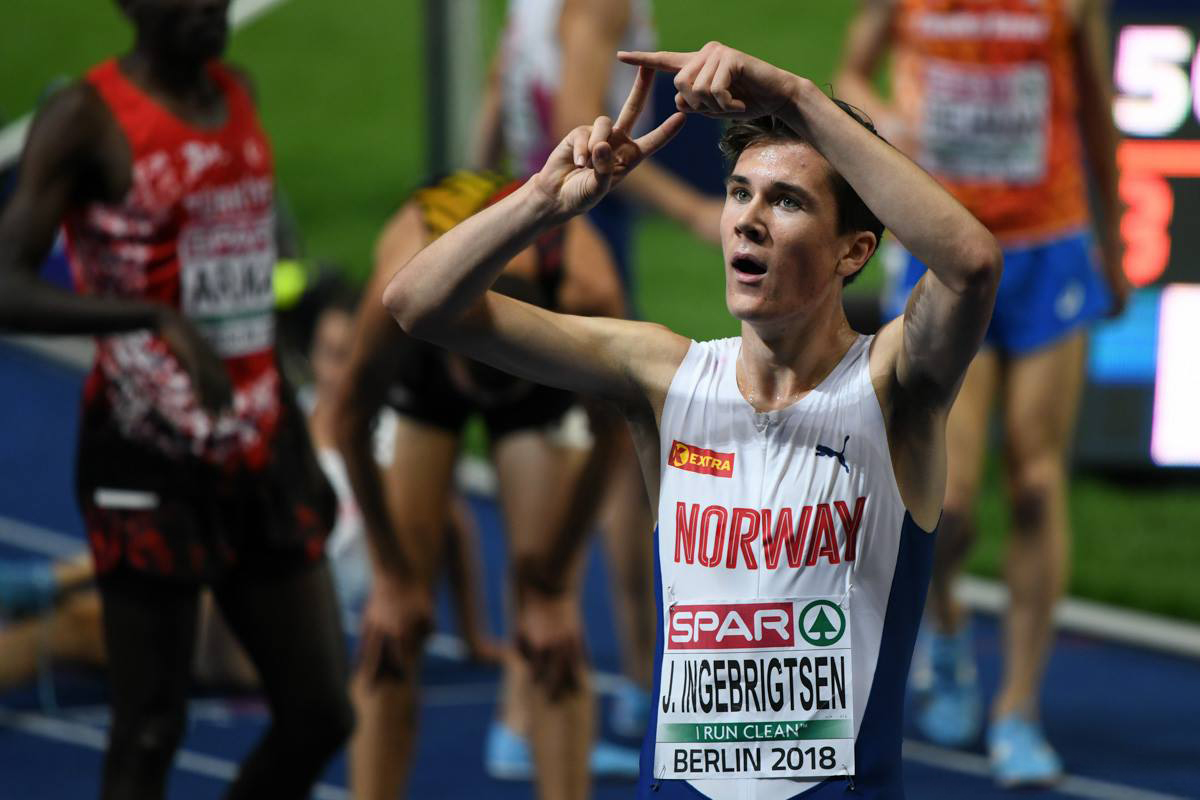
Jakob Ingebrigtsen belegte Rang fünf
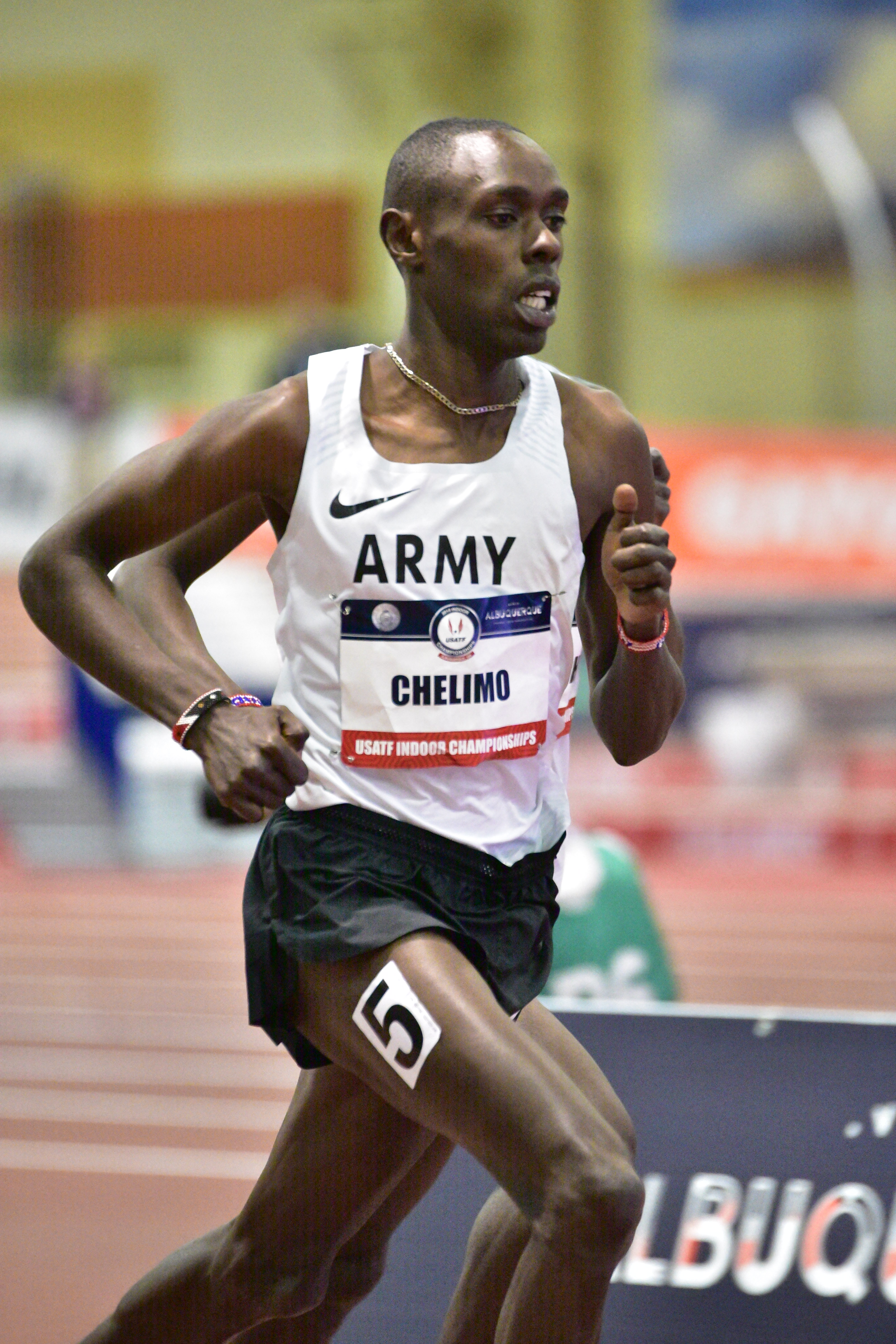
Paul Chelimo kam auf den siebten Platz
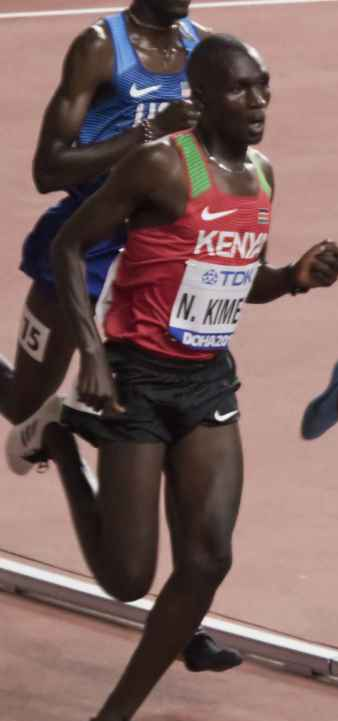
Nicholas Kimeli erreichte Platz acht
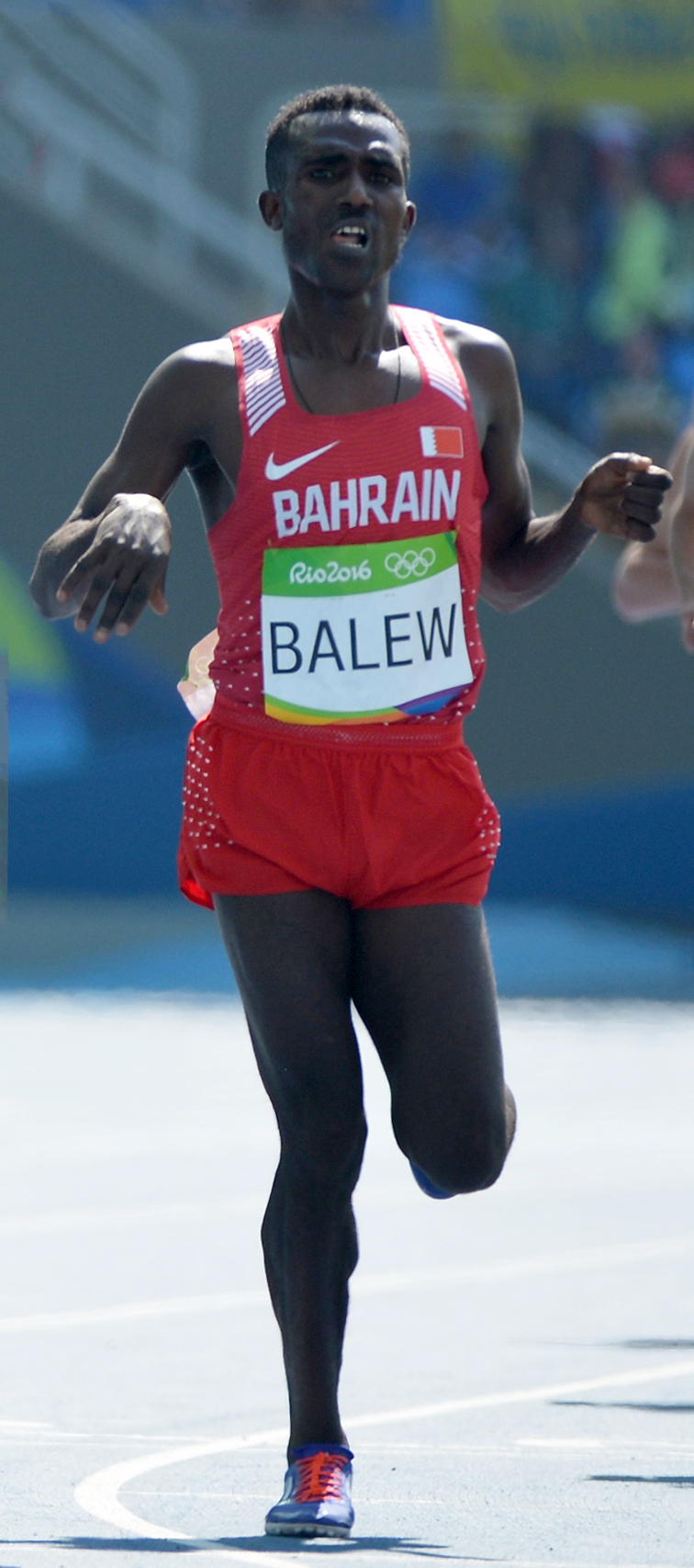
Birhanu Balew wurde Neunter
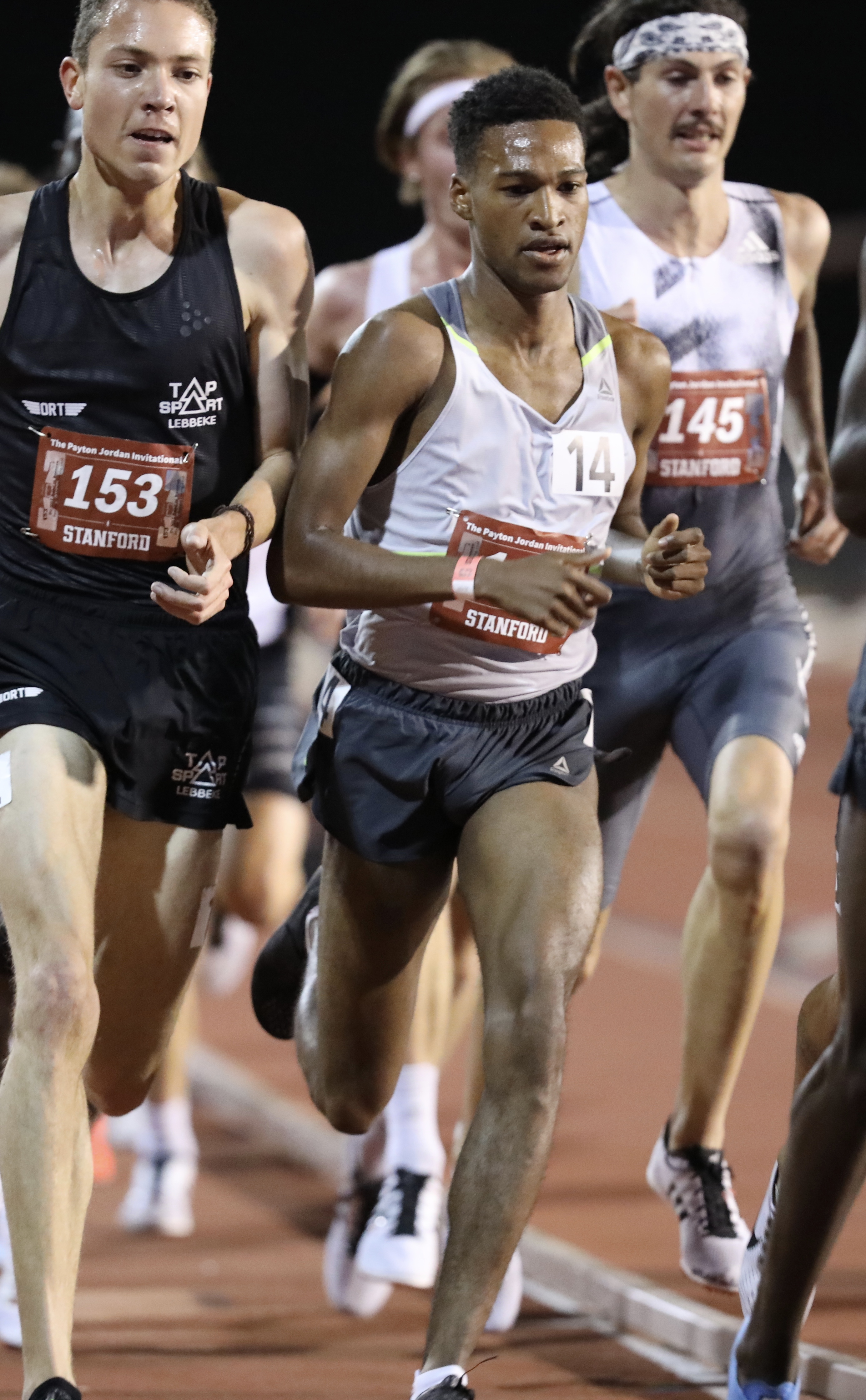
Der zehntplatzierte Justyn Knight (hier an der Spitze eines Rennens im Mai 2019)
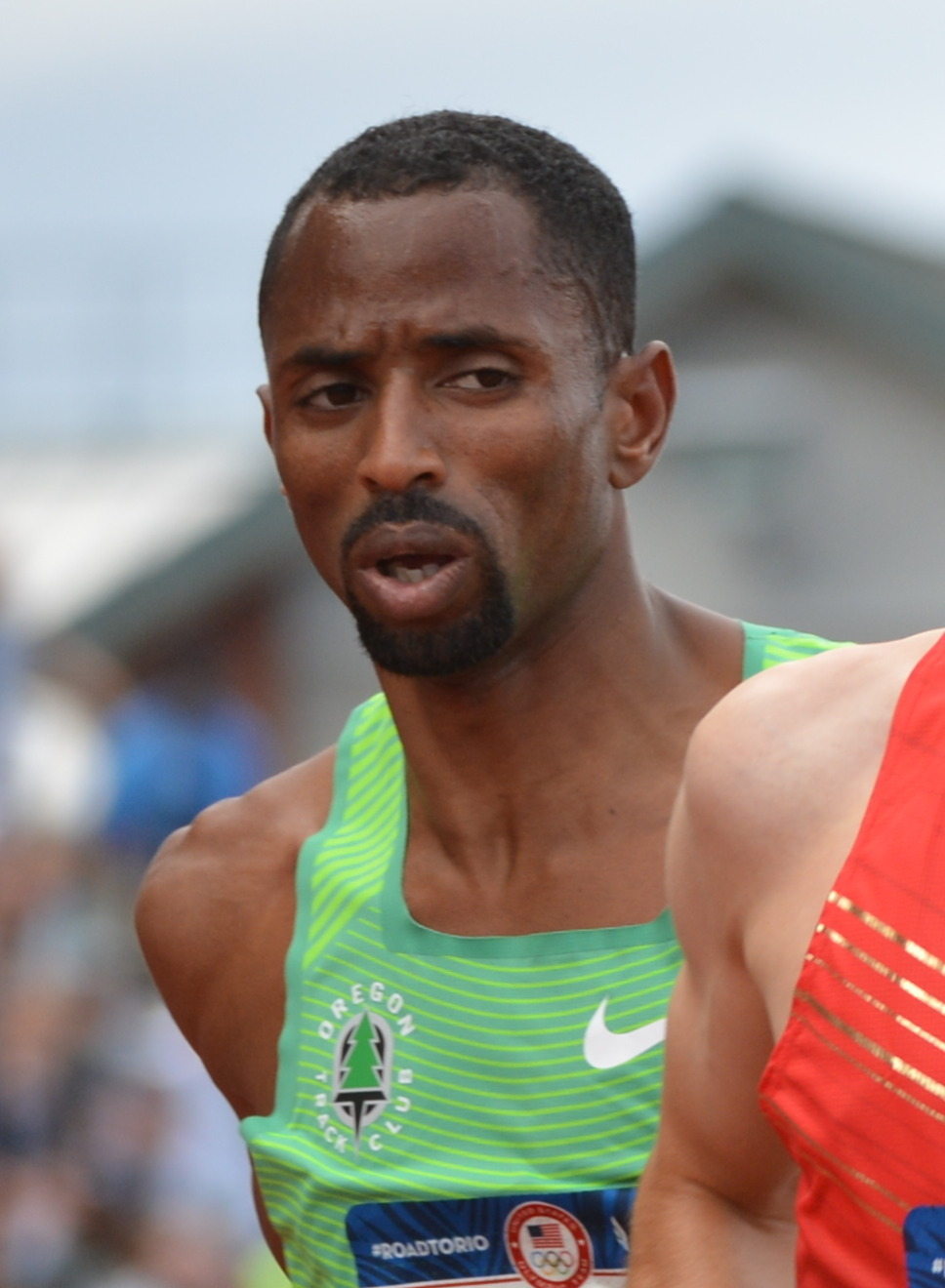
Rang elf für Hassan Mead
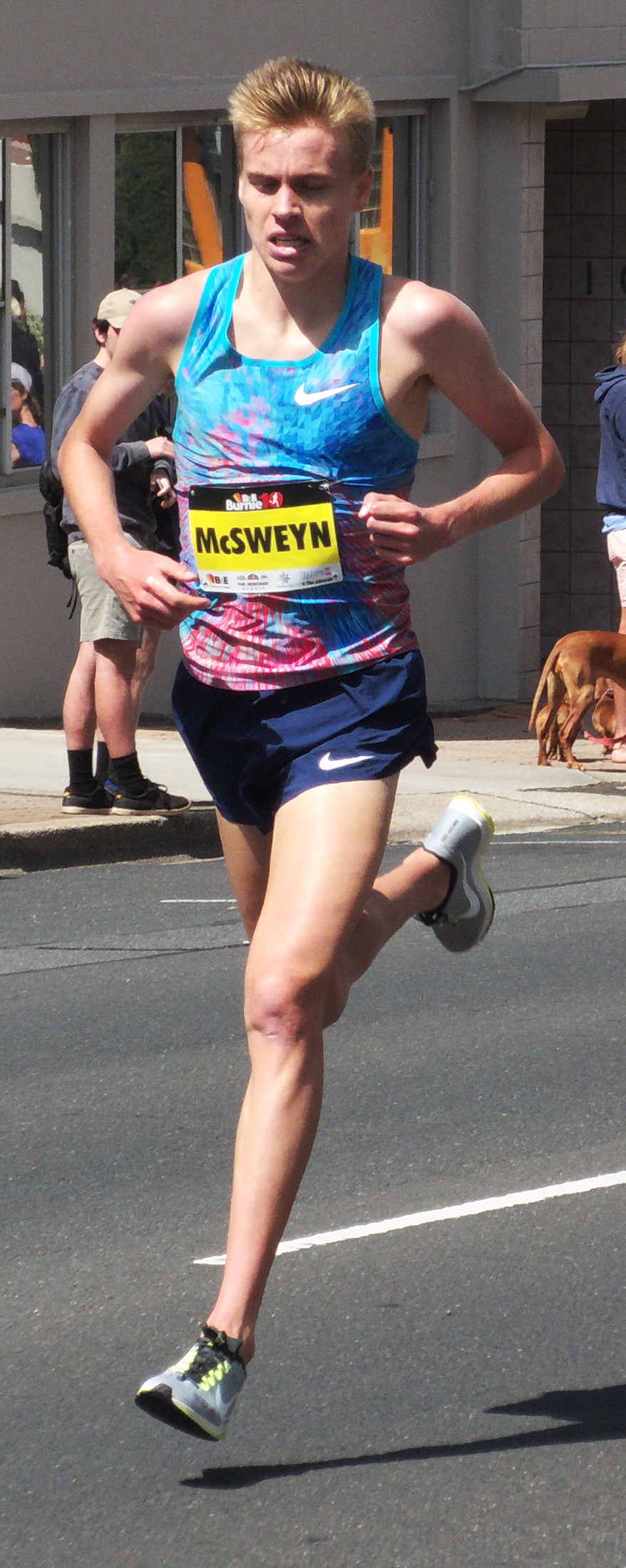
Stewart McSweyn – Platz zwölf
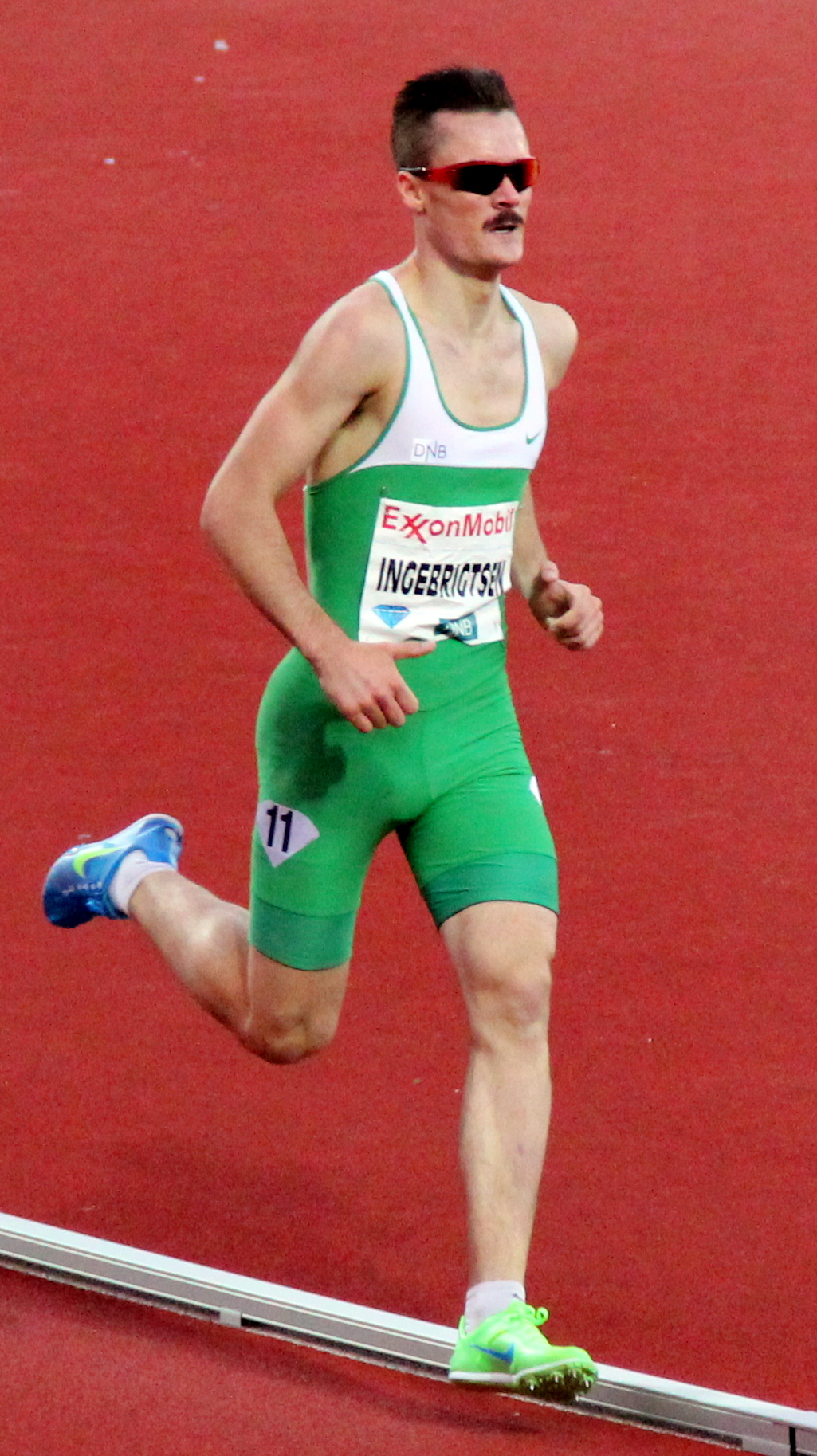
Henrik Ingebrigtsen – Platz dreizehn
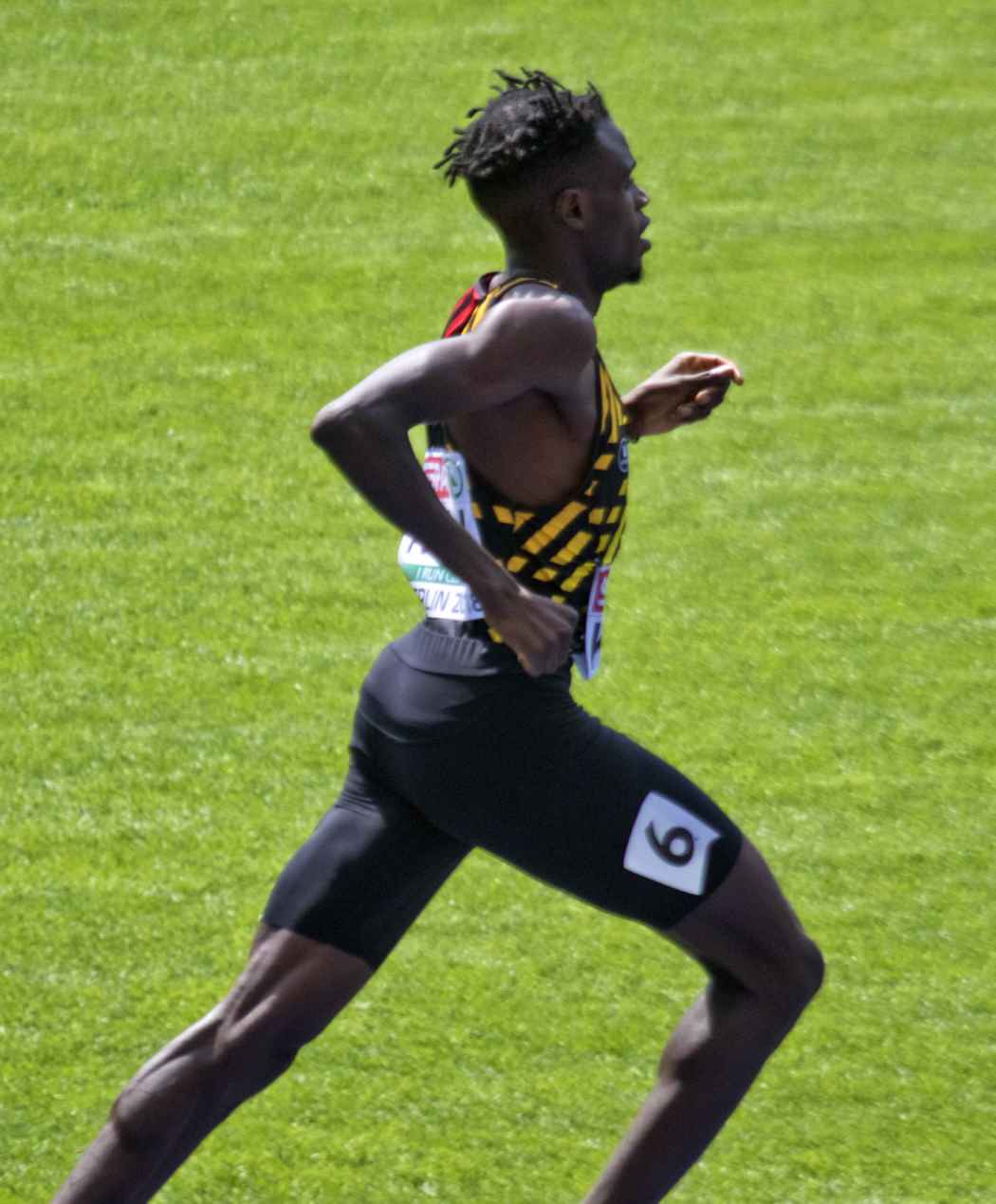
Isaac Kimeli – Platz vierzehn
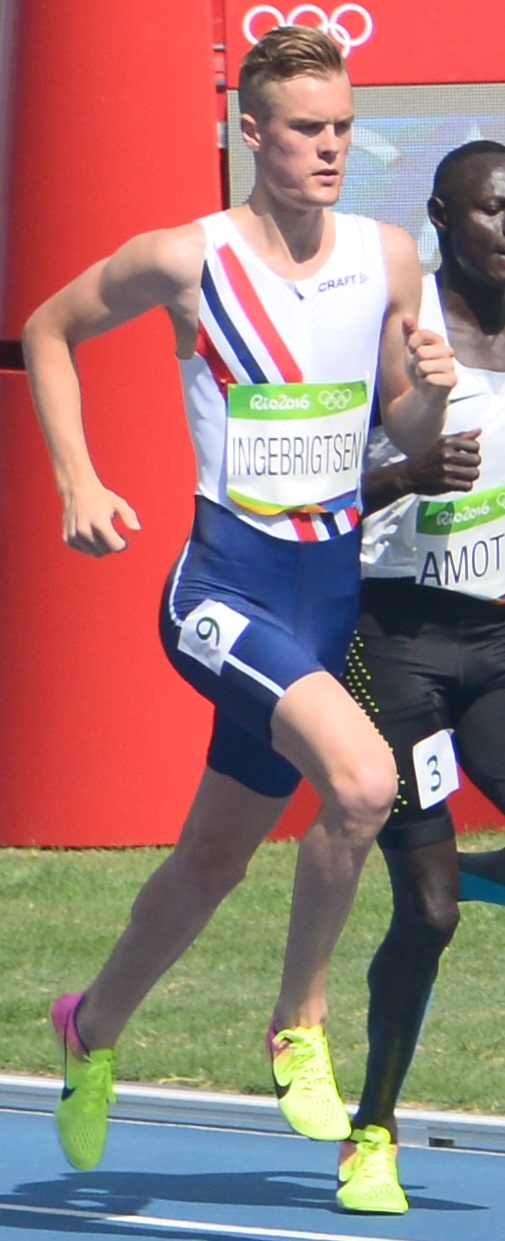
Filip Ingebrigtsen – nicht im Ziel

## Video
- Men's 5000m Final | World Athletics Championships Doha 2019, youtube.com, abgerufen am 12. März 2021